# Pinnigorgia
Pinnigorgia is een geslacht van neteldieren uit de klasse van de Anthozoa (bloemdieren).

## Soorten
- Pinnigorgia flava (Nutting, 1910)
- Pinnigorgia perroteti (Stiasny, 1940)
- Pinnigorgia platystoma (Nutting, 1910)